# سیزدهمین دوره کتاب سال جمهوری اسلامی ایران
مراسم سیزدهمین دوره کتاب سال جمهوری اسلامی ایران در بهمن ۱۳۷۴ در تهران برگزار شد.

## آثار منتخب
| دائرةالمعارف تشیع                                        | گروهی از علمای حوزه‌های علمیه و دانشگاه‌ها |                                  |                        | سعید محبی                                                                    | ۱۳۷۳ | برگزیده      |                          |
| معاجم حدیث شیعه (بحارالانوار، کتب اربعه، مستدرک الوسائل) | علیرضا برازش                             |                                  |                        | تهران: سازمان چاپ و انتشارات وزارت فرهنگ و ارشاد اسلامی، احیاء؛ قم: انصاریان | ۱۳۷۳ | برگزیده      | حدیث و رجال              |
| المعجم المفهرس لالفاظ احادیث بحارالانوار                 | دفتر تبلیغات اسلامی حوزه علمیه قم        |                                  |                        | دفتر تبلیغات اسلامی حوزه علمیه قم                                            | ۱۳۷۳ | برگزیده      | حدیث و رجال              |
| ملحقات الاحقاق                                           | سید شهاب الدین مرعشی نجفی                |                                  |                        | کتابخانه آیت‌الله العظمی مرعشی نجفی                                           | ۱۳۷۳ | برگزیده      | کلام و فرق               |
| فرهنگ یاریگری در ایران                                   | مرتضی فرهادی                             |                                  |                        | مرکز نشر دانشگاهی                                                            | ۱۳۷۳ | برگزیده      | جامعه‌شناسی               |
| کور موفیت‌های ایران (سیستماتیک گیاهی)                     | احمد قهرمان                              |                                  |                        | مرکز نشر دانشگاهی                                                            | ۱۳۷۳ | برگزیده      |                          |
| کروماتوگرافی و طیف‌سنجی                                   | عباس شفیعی                               |                                  |                        | دانشگاه تهران، مؤسسه انتشارات و چاپ                                          | ۱۳۷۳ | برگزیده      | علوم پزشکی               |
| مهندسی فشار قوی‌الکتریکی پیشرفته                          | حسین محسنی                               |                                  |                        | دانشگاه تهران، مؤسسه انتشارات و چاپ                                          | ۱۳۷۳ | برگزیده      | برق                      |
| تحلیل سازه‌ها                                             | محسن تهرانی زاده                         |                                  |                        | مؤسسه بین‌المللی زلزله‌شناسی و مهندسی زلزله                                    | ۱۳۷۳ | برگزیده      | عمران                    |
| رودخانه‌های ایران                                         | یدالله افشین                             |                                  |                        | وزارت نیرو                                                                   | ۱۳۷۳ | برگزیده      | کشاورزی                  |
| تاریخ موسیقی ایران                                       | حسن مشحون                                |                                  |                        | سیمرغ با همکاری نشر فاخته                                                    | ۱۳۷۳ | برگزیده      | موسیقی                   |
| نظریه ادبیات                                             | رنه ولک، آوستن وارن                      | ضیاء موحد، پرویز مهاجر           |                        | شرکت انتشارات علمی و فرهنگی                                                  | ۱۳۷۳ | برگزیده      | تاریخ و نقد ادبی         |
| از سعدی تا آراگون (تأثیر ادبیات فارسی در ادبیات فرانسه)  | جواد حدیدی                               |                                  |                        | مرکز نشر دانشگاهی                                                            | ۱۳۷۳ | برگزیده      | تاریخ و نقد ادبی         |
| جامع التواریخ                                            | رشید الدین فضل‌الله همدانی                |                                  | محمد روشن، مصطفی موسوی | البرز                                                                        | ۱۳۷۳ | برگزیده      | تاریخ                    |
| دیدگاه‌های نو در جغرافیای شهری                            | حسین شکویی                               |                                  |                        | سازمان مطالعه و تدوین کتب علوم انسانی دانشگاه‌ها                              | ۱۳۷۳ | برگزیده      | جغرافیا                  |
| کتاب در پویه تاریخ                                       | الکساندر استیچویچ                        | حمیدرضا آژیر و حمیدرضا شخی       |                        | بنیاد پژوهش‌های اسلامی استان قدس رضوی                                         | ۱۳۷۳ | شایسته تقدیر |                          |
| شناخت روش علمی در علوم رفتاری                            | حیدرعلی هومن                             |                                  |                        | پارسی                                                                        | ۱۳۷۳ | شایسته تقدیر | روان‌شناسی                |
| تفسیر قرآنی و زبان عرفانی                                | پل نویا                                  | اسماعیل سعادت                    |                        | مرکز نشر دانشگاهی                                                            | ۱۳۷۳ | شایسته تقدیر | علوم قرآنی               |
| المقنع                                                   | شیخ صدوق                                 |                                  | مؤسسه امام هادی (ع)    | مؤسسه امام هادی                                                              | ۱۳۷۳ | شایسته تقدیر | حدیث                     |
| اصحاب امام صادق (ع)                                      | علی محدث زاده                            |                                  |                        | کتابخانه مدرسه چهل ستون مسجد جامع تهران                                      | ۱۳۷۳ | شایسته تقدیر | سیره                     |
| مدیریت مالی (جلد اول)                                    | ریموند پی. نوو                           | علی جهانخانی، علی پارسائیان      |                        | سازمان مطالعه و تدوین کتب علوم انسانی دانشگاه‌ها                              | ۱۳۷۳ | شایسته تقدیر | حسابداری                 |
| حسابرسی عملکرد مدیریت                                    | رضا شباهنگ                               | رضا شباهنگ                       |                        | مرکز تحقیقات تخصصی حسابداری و حسابرسی سازمان حسابرسی                         | ۱۳۷۳ | شایسته تقدیر | حسابداری                 |
| گوشه‌هایی از ریاضیات دوره اسلامی                          | جی.ال. برگرن                             | محمدقاسم وحیدی اصل، علیرضا جمالی |                        | فاطمی                                                                        | ۱۳۷۳ | شایسته تقدیر | ریاضیات                  |
| فیزیک اهانیان(۴ج)                                        | هانس اهانیان                             | ناهید ملکی جیرسرایی              |                        | نشر مرکز                                                                     | ۱۳۷۳ | شایسته تقدیر | فیزیک                    |
| شیمی آلی فلزی                                            | منصور عابدینی، داور محمدی بقاعی          |                                  |                        | دانشگاه صنعتی شریف، مؤسسه انتشارات علمی                                      | ۱۳۷۳ | شایسته تقدیر | شیمی                     |
| مقدمه ای بر اکولوژی رفتار                                | کربزو دیویس                              | عبدالحسین وهاب زاده              |                        | جهاد دانشگاهی مشهد                                                           | ۱۳۷۳ | شایسته تقدیر | زیست‌شناسی                |
| پایه‌های تحقیق در پرستاری                                 | روزماری نیز و یادومی                     | محسن توکل و سیما ترابی           |                        | نشر و تبلیغ بشری                                                             | ۱۳۷۳ | شایسته تقدیر | علوم پزشکی               |
| آتشکاری در معادن (جلد دوم)                               | رحمت‌الله استوار                          |                                  |                        | جهاد دانشگاهی صنعتی امیرکبیر                                                 | ۱۳۷۳ | شایسته تقدیر | مواد و معدن              |
| تجهیزات و تأسیسات ساختمان(۳ج)                            | اف. هال                                  | اردشیر اطیابی                    |                        | اتحاد                                                                        | ۱۳۷۳ | شایسته تقدیر | عمران                    |
| مدیریت پرژه‌های ساختمانی                                  | کرس هندریکسون و تانگ او                  | محمدتقی بانکی                    |                        | دانشگاه تهران، مؤسسه انتشارات و چاپ                                          | ۱۳۷۳ | شایسته تقدیر | عمران                    |
| پسته ایران                                               | محمدحسن ابریشم                           |                                  |                        | مرکز نشر دانشگاهی                                                            | ۱۳۷۳ | شایسته تقدیر | کشاورزی                  |
| تولید سبزی                                               | جورج دبلیو. ور؛ ج.ب. مک کلوم             | مصطفی مبلی، بهمن پیراسته         |                        | مرکز انتشارات دانشگاه صنعتی اصفهان                                           | ۱۳۷۳ | شایسته تقدیر | کشاورزی                  |
| فرهنگنامه شعری                                           | رحیم عفیفی                               |                                  |                        | سروش                                                                         | ۱۳۷۳ | شایسته تقدیر | تاریخ و نقد ادبی         |
| ماشو در مه                                               | فرهاد حسن‌زاده                            |                                  |                        | حوزه هنری سازمان تبلیغات اسلامی                                              | ۱۳۷۳ | شایسته تقدیر | ادبیات کودکان و نوجوانان |
| بهمن                                                     | ای رانگرون در لف                         | حسین ابراهیم                     |                        | کانون پرورش فکری کودکان و نوجوانان                                           | ۱۳۷۳ | شایسته تقدیر | ادبیات کودکان و نوجوانان |
| جاده ابریشم(۲ج)                                          | علی ماهری                                | ملک ناصر نوبان                   |                        | مؤسسه مطالعات تحقیقات فرهنگی                                                 | ۱۳۷۳ | شایسته تقدیر | تاریخ                    |
| جغرافیای تاریخی و تاریخ مفصل کرمانشاهان(۵ج)              | محمدعلی سلطانی                           |                                  |                        | مؤسسه فرهنگی نشر سها                                                         | ۱۳۷۳ | شایسته تقدیر | تاریخ                    |